# Leonidas Cárdenas
Leonidas Cárdenas fue un político peruano. 
Fue elegido senador por el departamento de Junín durante trece años entre 1887 y 1900. durante los gobiernos de Andrés Avelino Cáceres, Remigio Morales Bermúdez, Justiniano Borgoño, Manuel Candamo, Nicolás de Piérola y Eduardo López de Romaña. Durante su gestión se le atribuye la compra al estado y el traslado hasta la ciudad de Tarma de la pileta metálica que se ubicaba en el primer patrio del local del Senado de la República donde asesinaron al expresidente Manuel Pardo y Lavalle.
El 11 de septiembre de 1901 fue nombrado Ministro de Gobierno y Policía durante el gobierno de Eduardo López de Romaña y el premierato de Cesáreo Chacaltana Reyes. Durante su gestión fue interpelado por el congreso en virtud del Caso Pazul ocurrido en octubre de 1901 en el que tres ciudadanos detenidos en el cuartel de policía de la ciudad de Piura fueron sacados de allí y asesinados después de haber sido sometidos a tortura. Sus cadáveres fueron encontrados en la localidad denominada Pazul a 25 kilómetros del norte de Piura.